# Exèrcit de Salvació Rohinya d'Arakan
L'Exèrcit de Salvació Rohinyá de Arakán (abreviat ESRA; en birmà, အာရ် ကိုဟင်ဂျာ ကယ်တင်ရေး တပ်မတော်; en anglès, Arakan Rohingya Salvation Army, ARSA), també conegut per la seva denominació anterior Harakah al-Yaqin («Moviment de la Fe», en àrab) és un grup insurgent rohingya actiu al nord de l'estat de Rakhine, a la part occidental de Myanmar.
Segons un informe de desembre de 2016 del Grup Internacional de Crisis, està liderat per Ata Ullah, rohingya nascut a Karachi (Paquistan) i criat a Meca (Aràbia Saudita). El mateix informa afirmava que altres dirigents eren un grup d'emigrants rohingyas a Aràbia Saudita.
Segons el cap dels interrogadors de sospitosos de pertinença a l'ESRA empresonats a Sittwe, el capità de la policia Yan Naing Latt, l'objectiu del grup és crear un «Estat musulmà democràtic per als rohingyas» a Birmania. Encara que no hi ha proves fermes que vinculin a l'ESRA amb grups islamistes estrangers, però el govern birmà afirma hi ha vincles i rep finançament de grups insurgents estrangers. ESRA també està acusat d'assassinar entre 34 i 44 civils i segrestar a 22 persones que consideraven col·laboradores del govern. L'ESRA ha negat aquestes acusacions, responent que no hi ha "vincles amb grups terroristes ni amb islamistes estrangers" i que el seu "únic objectiu és combatre l'opressió del govern birmà".
El 26 d'agost de 2017, el Comitè Central Antiterrorista de Birmania va qualificar a l'ESRA de grup terrorista d'acord amb la llei antiterrorista del país. El 28 d'agost, l'ESRA va emetre un comunicat assenyalant les acusacions del govern contra el grup d'infundades i va defensar que el seu principal propòsit és la defensa dels drets dels rohinyás.